# Wolfbrigade
Wolfbrigade (anteriorment Wolfpack) és un grup suec de hardcore punk format l'any 1995 per Jocke Rydbjer, Frank Johansen, Erik Norberg, Marcus «M. Psykfall» Johansson i el vocalista Tomas Jonsson (conegut per ser part del grup de crust punk Anti Cimex).

## Trajectòria

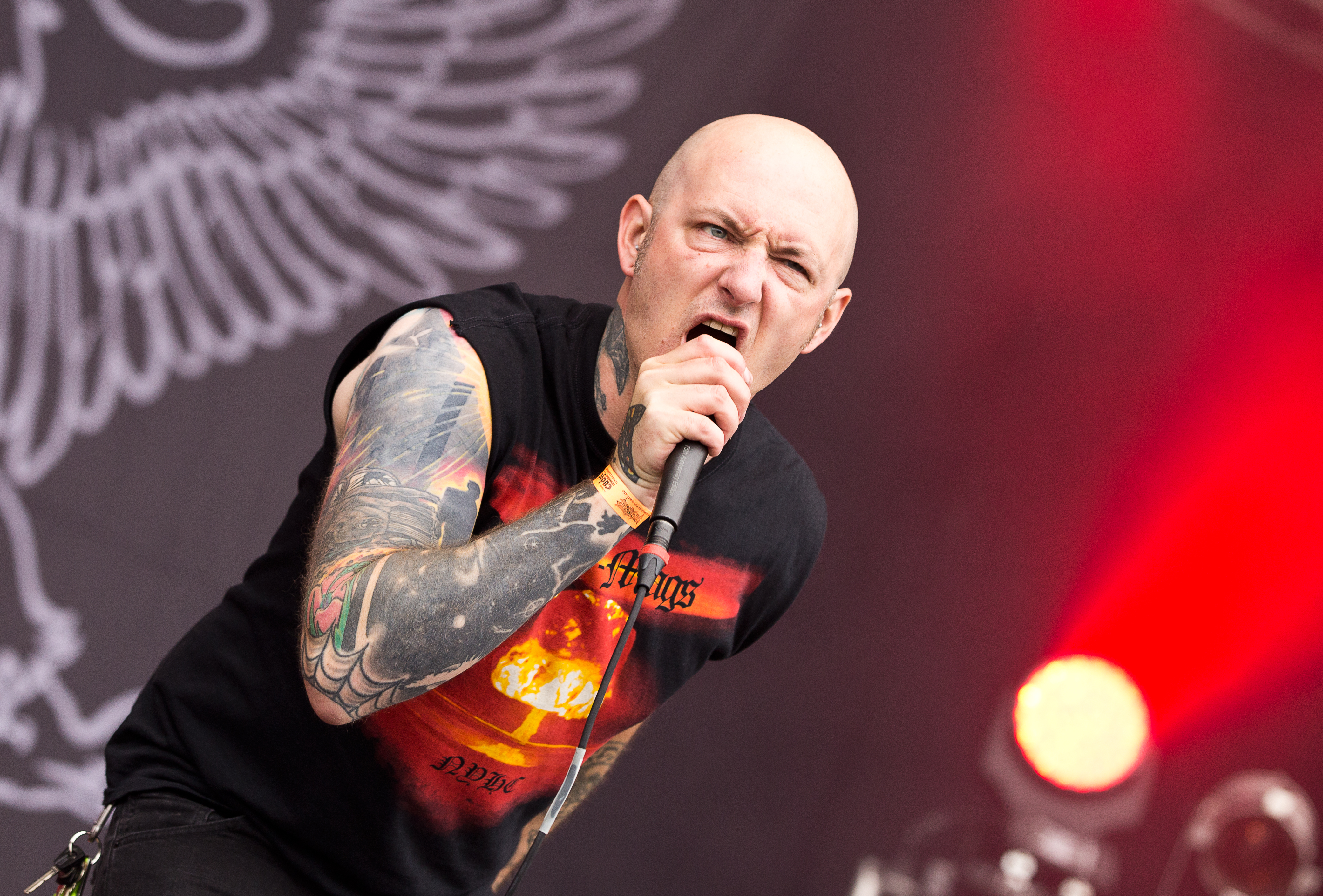
Mikael «Micke» Dahl

El cantant Tomas Jonsson es va veure obligat a deixar el grup el 1998 i va ser substituït per Mikael «Micke» Dahl. Al mateix temps, el grup va canviar el seu nom de Wolfpack a Wolfbrigade per a evitar l'associació amb un grupuscle neonazi suec que portava aquell nom. El 2002, el bateria Frank Johansen va marxar i va ser substituït per David «Dadde» Stark. La banda es va separar el 2004 per falta de motivació i perquè Mikael «Micke» Dahl requeria d'una intervenció quirúrgica per problemes als plecs vocals. A més, quatre dels membres van crear un nou grup, Today's Overdose.
A començament de 2007, Wolfbrigade va anunciar que es reformava i va treure un àlbum de retorn, Prey to the World. Més endavant, el grup va publicar Comalive el 2008 i Damned el 2012.

## Discografia

### Com a Wolfpack

#### Àlbums
- A New Dawn Fades (1996)
- Lycanthro Punk (1997)
- Allday Hell (1999)

#### EP i compartits
- Bloodstained Dreams (1995)
- Hellhound Warpig (1997)
- compartit amb Skitsystem (1998)

### Com a Wolfbrigade

#### Àlbums
- Progression/Regression (2001)
- In Darkness You Feel No Regrets (2003)
- Prey to the World (2007)
- Comalive (2008)
- Damned (2012)
- Run with the Hunted (2017)[3]
- The Enemy: Reality (2019)[4]
- Life Knife Death (Metal Blade Records, 2024)[5]

#### EP
- Split with Audio Kollaps (2001)
- A D-beat Odyssey (2004)
- Anti-Tank Dogs (2022)[6]

#### Recopilacions
- The Wolfpack Years (2003)